# アレン・ウェルシュ・ダレス
アレン・ウェルシュ・ダレス（英語：Allen Welsh Dulles、1893年4月7日 - 1969年1月29日）は、アメリカ合衆国の政治家、外交官、弁護士。ドワイト・D・アイゼンハワー、ジョン・F・ケネディ政権にて第5代中央情報長官（CIA長官）を務めた。兄は第52代アメリカ合衆国国務長官を務めたジョン・フォスター・ダレス。

## プロフィール

### 国務省入省まで
1893年4月7日にニューヨーク州ウォータータウンに誕生する。父は長老派教会の牧師であり、ダレス家は長老派の聖職者を多く出す家柄であった。一方母方の祖父は国務長官を務めたジョン・W・フォスターで、この二つの家系がジョンとアレンの兄弟の将来に期待される役割をもたらしてもいた。ジョンに対しては外交官となることが望まれたのに対し、アレンは聖職者となることを嘱望されたのである。
アレンは早熟な子供で、8歳の時にイギリスが南アフリカにボーア戦争を仕掛けたことを批判するパンフレットを書いた。ハイスクールを卒業した1908年には、ジョンの留学に付き添う形でフランスに渡り、エコール・アルザシエンヌで勉学する傍ら、プリンストン大学に合格し、1909年に帰国して入学する。
1914年にプリンストン大学を卒業すると、アレンはインドで英語教員となるべくアラハバードに渡った。しかし、アレンは仕事に満足することができず、翌1915年に帰国する。アレンは外交官になることを志望し、1916年に国務省に入省した。この背景には、叔父（母方の叔母の夫）であるロバート・ランシングが1915年に国務長官に就任したことも影響していた。この決定は、聖職者になることを望んでいた父には失望を与えることになった。

### 外交官として
アレンの初任地は第一次世界大戦中のウィーンであった。国務長官のランシングはヨーロッパでの情報収集活動の強化を急いでおり、アレンに対しても合法的な諜報活動（インテリジェンス収集）を期待していた。1917年4月にアメリカが第一次大戦に参戦すると、交戦相手国駐在の在外公館が閉鎖され、アレンはスイスのベルンにある公使館に移り、外交官の日常活動と並行してインテリジェンス収集をおこなった。休戦後のヨーロッパで、ロシア革命の影響を見たアレンは、ボリシェヴィキ勢力の拡大を警戒するレポートを本国に送っている。この共産主義勢力に対して反発する姿勢は、その後もアレンの行動に一貫することとなり、反共主義と右派思想を持ち続けた。
1918年にパリ講和会議のアメリカ代表団の一員となる。アレンの仕事は、ランシングが設置した「臨時政治・経済連絡局」のスタッフとして代表団内部や他国代表団との調整や連絡に当たる任務であった。アレンはここで連絡局の上司だったジョセフ・グルーの知遇を得た。講和会議終了後の1920年初めには、アメリカがワイマール共和国に派遣した使節団の副団長としてベルリンに赴き、ドイツ人とのコネクションを築く。また、ドイツへの投資を望むアメリカの産業界の意を受けて訪独した兄ジョンにも協力した。その後、4月に休暇を得て帰国し、10月に結婚する。アレンはいったん本省勤務となったが、自ら望んで12月にはトルコのイスタンブールに赴任した。トルコ時代にはローザンヌ条約につながる会議をプロデュースした。1922年、国務省中近東課長として本国に戻る。

### 国際弁護士から情報機関員へ
1926年に北京の大使館勤務を突如命じられたことをきっかけに国務省を辞した。国際法律事務所サリヴァン＆クロムウェル（Sullivan & Cromwell）に所属し、経営者の一人でもあった兄ジョンからは以前より自分の事務所に来るよう誘われていたが、このときもそれを勧めたジョンに従ったのである。法律事務所といっても、アレンは一般の訴訟を手がけたのではなかった。財閥企業のクライアントの意向に沿って政策をプロデュースするため、国務省とクライアントの橋渡しをすることが求められた任務であった。アレンはロンドン海軍軍縮会議などの国際会議に法律顧問としてアメリカ代表団に随行した。ロンドン軍縮会議後はジョンの命により、ヤング案の締結や世界恐慌に伴うアメリカとヨーロッパの金融取引調整のため、約1年パリにとどまる。このパリ駐在の間にアレンはヨーロッパの金融界とコネクションを築いた。
1940年、OSS（Office of Strategic Services, 戦略事務局 CIAの前身）に入局。1942年から1945年まで、スイスベルン支局長であった。1945年4月には、北イタリアのドイツ軍との停戦・降伏交渉を「サンライズ作戦」として実施し、降伏を実現させた（欧州戦線における終戦 (第二次世界大戦)#イタリアの終戦を参照）。続いて当時、亡命ドイツ人でOSSの工作員でもあったフリードリヒ・ハックを介した在スイス日本公使館付海軍顧問輔佐官を務めていた藤村義朗・日本海軍中佐とのルート、およびスイスの国際決済銀行理事のペール・ヤコブソンから同じく国際決済銀行に出向していた横浜正金銀行の北村孝治郎、吉村侃を介した岡本清福スイス日本公使館付陸軍武官と加瀬俊一公使のルートを用いた降伏条件交渉を行った。

### CIA長官
戦後、ニューヨークでの弁護士業に戻っていたが、1950年にW・ベデル・スミス陸軍中将が中央情報長官（CIA長官）に就任すると、ダレスはCIA作戦本部長の地位を得て、1951年より中央情報副長官（CIA副長官）を務めた。そして1953年、共和党アイゼンハワー政権の発足に伴い文民で初めてCIA長官に就任した。トルーマン時代まで情報収集を主要な活動としていたCIAが、彼の得意分野である『暗殺や破壊工作』・謀略などに主眼を置く特務工作機関として再編され、人員・予算ともに合衆国の国家戦略を左右する程の巨大組織と化したのは、彼が残した負の遺産であった。彼は実兄のジョン・フォスター・ダレス国務長官とともに、アイゼンハワー政権の冷戦外交に大きな影響を与えた。
任期中にイランのモハメッド・モサデグ政権転覆作戦（エイジャックス作戦、1953年 en:Operation Ajax）やグアテマラのハコボ・アルベンス・グスマン（西: Jacobo Árbenz Guzmán）政権転覆作戦（PBSUCCESS作戦、1954年）を指揮し、また国内メディアのコントロールを図るモッキンバード作戦 (en:Operation Mockingbird) を監督した。また、ジュネーヴ協定後の初期段階のベトナム介入に関わった。
キューバがフィデル・カストロにより共産化されると、アイゼンハワー政権末期からダレスはピッグズ湾侵攻計画を策定した。この計画はケネディ政権に引き継がれ、1961年4月17日に計画は実行されたが、ダレスは実行部隊である亡命キューバ人部隊には正規のアメリカ軍の投入を約束し、反対にケネディにはアメリカ軍の介入なしに作戦を成功できると確約して二枚舌を使った。
しかしケネディ大統領にアメリカ正規軍投入の決断を迫る局面で、その役目を副長官のカベル将軍に押し付けた事でケネディの不信を招くことになり、軍投入を拒否されてしまう。結果として亡命キューバ人部隊はキューバ側の反撃で壊滅し、作戦は失敗に終わった。政権発足から間もなく政治的な大黒星をつけたこの問題で1961年11月、ダレスはケネディの不興を買って解任されたが、主要な部局には自分の腹心を配置することで後任のジョン・マコーンの政治力を削るという政治工作によって、以後もCIAの活動に影響を与えた。
1963年11月22日にケネディが暗殺されると、事件を調査するウォーレン委員会のメンバーに任命された。ジョンソン政権下では賢人会議のメンバーとなり、アメリカのベトナム政策に影響を与えた。
また、1969年にニクソン政権が発足すると、国家安全保障会議のメンバーとなった。同年にインフルエンザをこじらせ肺炎で死去。75歳であった。

## その他
日本とスイスの合作により映画化もされた西村京太郎原作の小説『D機関情報』（映画版のタイトルは『アナザー・ウェイ ―D機関情報―』）に登場、日本海軍中佐と共に最後まで日米和平工作（終戦工作）に奔走した“ミスターD”はアレンがモデルとされる。

## 著書
- Germany's underground, 1947
- The Craft of Intelligence: America's Legendary Spy Master On The Fundamentals Of Intelligence Gathering For a Free World, 1963
  - 邦訳は『諜報の技術』鹿島研究所出版会、1965年。中公文庫、2022年（解説有馬哲夫）
- The Secret Surrender, 1966（ゲーロー・フォン・ゲベルニッツとの共著）、表記はG・ゲヴェールニッツ
  - 邦訳は『静かなる降伏』志摩隆 訳、早川書房、1967年